# Bàquides
Bàquides (en llatí Bacchides, en grec antic Βακχίδης) era un eunuc de Mitridates VI Eupator que després de la derrota del seu sobirà, aquest el va enviar a matar a les seves dones i germanes per evitar que caigueren en mans de Lucul·le l'any 71 aC, segons diu Plutarc. Apià l'esmenta sota el nom de Bacus.
Probablement és el mateix personatge que anteriorment havia estat governador de Sinope quan Lucul·le la va assetjar, segons diu Estrabó.